# Geodetische bol

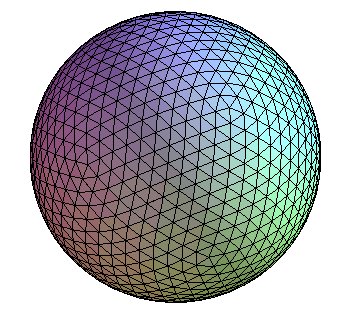
Geodetische bol met twaalf weinig opvallende 5-valente hoekpunten, waarvan er vier te zien zijn

Een geodetische bol of geodetisch veelvlak is een veelvlak dat ongeveer bolvormig is en driehoeken als zijvlakken heeft, waarbij alle hoekpunten op een bol liggen. Een variant is de daadwerkelijk bolvormige versie, het overeenkomstige bolvormige veelvlak. De naam komt van de driehoeksmeting, die in de geodesie wordt gebruikt. 

## Versies met alleen 5- en 6-valente hoekpunten
De driehoeken kunnen gelijkzijdigheid het meest benaderen als de hoekpunten 5- of 6-valent zijn, dat wil zeggen dat er respectievelijk 5 of 6 ribben samenkomen. Uit de formule van Euler voor veelvlakken volgt dan dat het aantal 5-valente hoekpunten altijd 12 is.
Bijpassende grote symmetrie is icosahedrale symmetrie (de volledige versie Ih met orde 120 of de chirale versie I met orde 60). Bij beide zijn de twaalf 5-valente hoekpunten gelijkmatig over de geodetische bol verdeeld. De ruwste versie is het regelmatig twintigvlak (icosaëder). Bij meer driehoeken kan de bolvorm beter worden benaderd, of in het geval van een bolvormig veelvlak: kunnen de "zijvlakken" vlakker zijn. 
Als voorbeeld wordt de geodetische bol genomen die op een afgeknotte icosaëder is gebaseerd. Een afgeknotte icosaëder is een archimedisch lichaam, opgebouwd uit 12 regelmatige vijfhoeken en 20 regelmatige zeshoeken en heeft 90 ribben en 60 hoekpunten, die al op een bol liggen. De 32 zijvlakken worden vervangen door samenstellingen van vijf, respectievelijk zes gelijkbenige driehoeken, die steeds in een punt bij elkaar komen. Deze 32 middens liggen op dezelfde bol als de hoekpunten van de oorspronkelijke regelmatige vijf- en zeshoeken. Dit nieuwe lichaam vormt dus een betere benadering van een bol dan de oorspronkelijke afgeknotte icosaëder. Het heeft 180 zijvlakken, 270 ribben en 92 hoekpunten, en in de systematiek van geodetische en goldbergveelvlakken aangeduid als {3,5+}3,0.
| Conwaynotatie | u3I = (kt)I | (k)tI                                                     | ktI |                                         |
| ------------- | --- | --------------------------------------------------------- | --- | --------------------------------------- |
| Afbeelding    | |                                                           | |                                         |
| Beschrijving  | {3,5}, ook genoteerd {3,5+}1,0 (regelmatig twintigvlak, icosaëder), met de driehoeken onderverdeeld in driehoeken met een driemaal zo kleine zijde; hoekige versie van de gewenste {3,5+}3,0 | afgeknot, in de vorm van {5+,3}1,1 (afgeknotte icosaëder) | met omhoog gebrachte middens van de vijf- en zeshoeken: uiteindelijke vorm van {3,5+}3,0 als echt veelvlak | het overeenkomstige bolvormige veelvlak |

De samenstellende driehoeken in deze geodetische bol wijken maar weinig van de driehoeken af die ontstaan door regelmatige vijf- en zeshoeken in het platte vlak in vijf en zes gelijke driehoeken te verdelen. De hoeken in de top worden iets scherper, ongeveer 1,42° voor de driehoeken die een zeshoek vervangen en 1,27° in de driehoeken die een vijfhoek vervangen. De beide andere hoeken, die hetzelfde zijn, worden dus iets stomper.
De vijf- en zeshoeken kunnen eventueel door een nog meer verfijnd netwerk van driehoeken worden vervangen, waardoor de vorm van de bol weer beter wordt benaderd.
Steeds zijn er 12 vijfhoeken, elk bestaande uit 5 driehoeken, rond de twaalf 5-valente hoekpunten. De oriëntatie kan echter verschillen. In het voorbeeld wijzen de hoekpunten van de vijfhoeken recht naar de omliggende vijfhoeken, maar dit is in andere gevallen niet zo.

## Diversen
Een geodetische koepel is voorbeeld van een segment van een geodetische bol, die in de bouwkunde wordt gebruikt.
Een andere klasse veelvlakken die een bol benaderen is die met 12 vijfhoeken en verder alleen zeshoeken, met alleen 3-valente hoekpunten (goldbergveelvlak). Deze kan als basis worden gebruikt om een geodetische bol van driehoeken te construeren, zoals hierboven besproken is met de afgeknotte icosaëder.
Meer algemeen kunnen bij allerlei veelvlakken zijvlakken worden vervangen door constructies van driehoeken.